# آنتونیو سراواله
آنتونیو سراواله (انگلیسی: Antonio Serravalle؛ زادهٔ ۱۸ سپتامبر ۲۰۰۲) راننده مسابقه‌ای اهل کانادا است. او قبلاً در مسابقات رود تو ایندی، در مسابقات ایندی لایت و قهرمان حرفه‌ای ایندی ۲۰۰۰ نیز شرکت کرده بود.